# Эффект Вильсона

Иллюстрация эффекта Вильсона. Видимая форма полутени солнечного пятна меняется в зависимости от его положения на диске Солнца.

Эффект Ви́льсона — изменение видимой формы солнечного пятна в зависимости от его положения на диске Солнца. Состоит в том, что, если пятно находится вблизи лимба Солнца, ближайшая к лимбу сторона полутени пятна кажется толще, чем удалённая от неё.

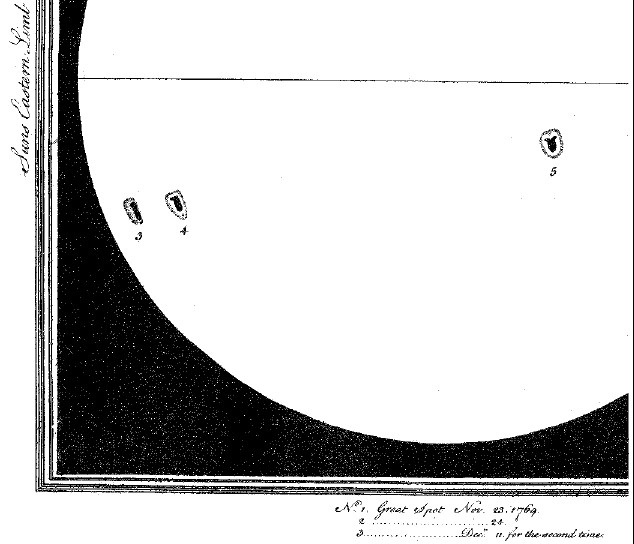
Зарисовка диска Солнца из оригинальной работы Вильсона. Видна асимметрия зоны полутени у левого пятна (№ 3).

Эффект вызван тем, что солнечная плазма в солнечном пятне несколько холоднее и разреженнее, а следовательно — прозрачнее, чем в окружающей фотосфере. Таким образом, в пятне видимый свет исходит с большей глубины, поэтому можно считать, что солнечное пятно имеет форму блюдцеобразного понижения в солнечной атмосфере глубиной около 500—700 километров ниже уровня фотосферы. Если плоскость такого пятна не перпендикулярна оси зрения наблюдателя, то его дальний край выглядит шире, чем передний.

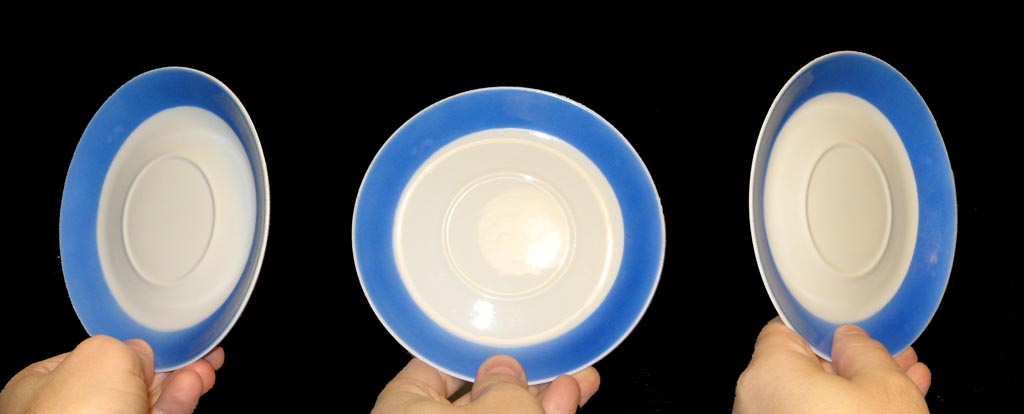
«Эффект Вильсона» на примере обычного блюдца. Синий цвет соответствует полутени пятна, белый — его тени.

Этот эффект был впервые отмечен в 1769 году шотландским астрономом Александром Вильсоном, который правильно понял геометрические причины такого явления и назвал солнечные пятна «огромными углублениями (англ. excavations) в светящемся веществе Солнца».
Эффект Вильсона проявляется не у всех солнечных пятен. Более того, у небольшого количества пятен сложной конфигурации иногда может наблюдаться так называемый «обратный эффект Вильсона», при котором ближайшая к лимбу сторона полутени тоньше, чем удалённая от него.
Современные средства наблюдения позволяют измерять понижение поверхности Солнца в пятнах (т. н. «вильсоновскую депрессию») непосредственно.